# Poceapkî, Ostroh
Poceapkî (în ucraineană Почапки) este o comună în raionul Ostroh, regiunea Rivne, Ucraina, formată numai din satul de reședință.

## Demografie
Componența lingvistică a comunei Poceapkî
     Ucraineană (99,31%)
     Alte limbi (0,68%)
Conform recensământului din 2001, majoritatea populației comunei Poceapkî era vorbitoare de ucraineană (99,31%), existând în minoritate și vorbitori de alte limbi.